# Kühalm
Die Kühalm oder Kuhalm ist eine Alm in den Bayerischen Voralpen. Sie liegt im Gemeindegebiet von Eschenlohe.
Das Almgebiet befindet sich auf der östlichen Seite der Karsthochebene im Zentrum des Estergebirges unterhalb der Hohen Kisten. Die Alm war bereits auf der Uraufnahme namentlich erwähnt.
Die Alm wird am einfachsten über einen Fahrweg von Eschenlohe aus erreicht und ist wegen des langen Anstiegs bei Mountainbikern beliebt.